# 28851 Londonbolsius
28851 Londonbolsius este un asteroid din centura principală de asteroizi.

## Descriere
28851 Londonbolsius este un asteroid din centura principală de asteroizi. A fost descoperit pe 6 mai 2000 la Socorro, New Mexico, în cadrul proiectului LINEAR. Asteroidul prezintă o orbită caracterizată de o semiaxă mare de 2,48 ua, o excentricitate de 0,04 și o înclinație de 5,3° în raport cu ecliptica.